# Michael Klahr der Ältere

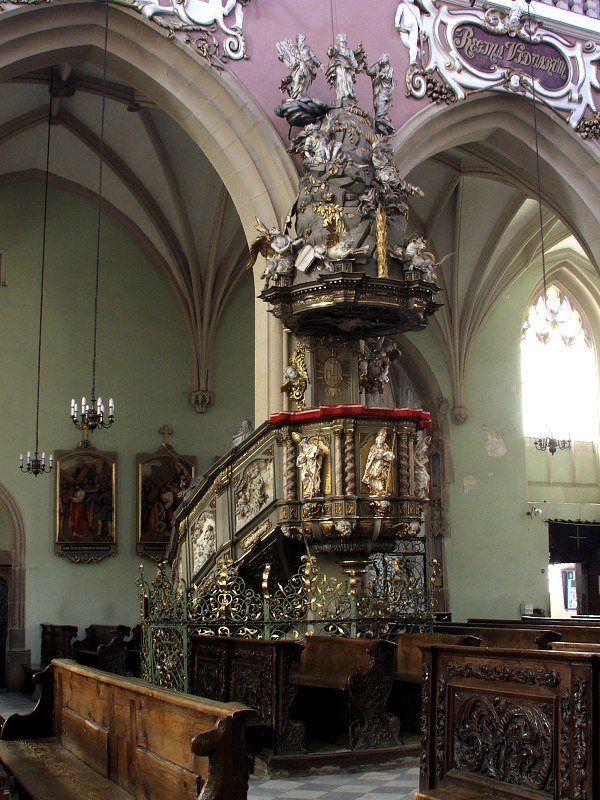
Kanzel der Pfarrkirche Mariä-Himmelfahrt in Glatz

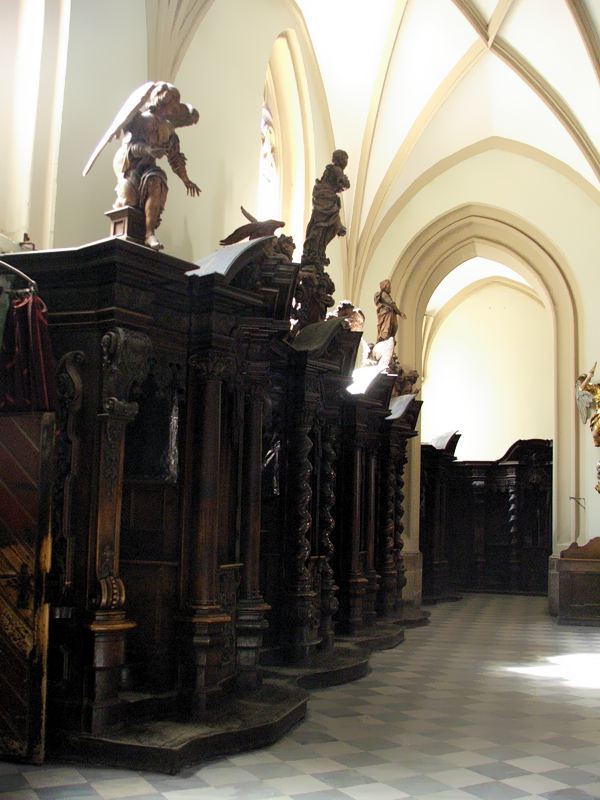
Beichtstühle der Pfarrkirche Mariä-Himmelfahrt in Glatz

Michael Klahr der Ältere (* 1693 in Bielendorf, Grafschaft Glatz; † 9. März 1742 in Bad Landeck) war ein deutscher Bildhauer des Barocks.

## Ausbildung und Beruf
Michael Klahr d. Ä. war der Sohn eines Häuslers. Nachdem seine Begabung von Paul Stralano, dem Rektor des Glatzer Jesuitenkollegs entdeckt und gefördert worden war, nahm sich der aus Wien stammende Bildhauer Karl Sebastian Flacker seiner Ausbildung an. Zu Studienzwecken zeichnete Klahr außerdem die Statuengruppen der Prager Karlsbrücke nach den Stichen von August Peter Neuräutter (Statue pontis Pragensis, Prag 1714) nach. 
Klahrs Werke, die von dem bedeutenden böhmischen Bildhauer Matthias Bernhard Braun beeinflusst wurden, sind von hohem künstlerischen Rang und gehören in ihrer Ausgestaltung zu den besten seiner Zeit. Trotzdem blieb sein Wirken auf das Glatzer Land beschränkt. 
Die meisten seiner Werke schuf er in Holz, z. B. Altäre, Beichtstühle, Kirchentüren, Kanzeln, Heiligen- und Madonnenskulpturen, Krippen und der bekannte Orgelprospekt in der Glatzer Pfarrkirche Mariä Himmelfahrt. Es wird angenommen, dass er für die Gestaltung der Beichtstühle für die Glatzer Pfarrkirche Bildvorlagen des römischen Künstlers Andrea Pozzo benutzte, die ihm vermutlich von dessen Schüler Christoph Tausch vermittelt wurden, der zeitgleich den Hochaltar schuf. Mehrere seiner Werke, die 1931 in einer Liste zusammengestellt worden waren, sind heute nicht mehr auffindbar.

## Familie
1723 heiratete er Catharina Mühlan und gründete 1724 eine große Bildhauerwerkstatt in Bad Landeck, die noch im 19. Jahrhundert in Betrieb war. Durch sein Wirken war er bald sehr angesehen und wurde Ratsmitglied der Stadt Landeck. Der 1727 geborene Sohn Michael wurde ebenfalls Bildhauer und als Michael Klahr der Jüngere bekannt. 

## Werke

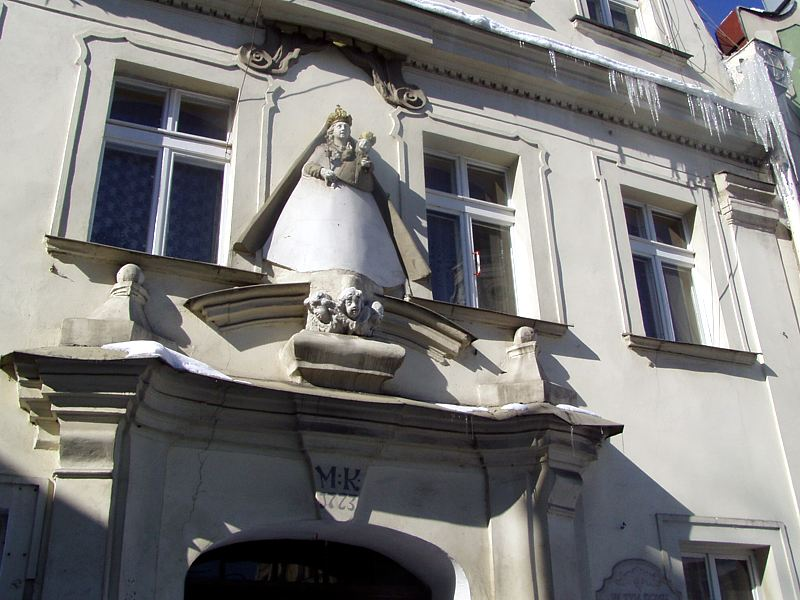
Lądek-Zdrój: Klahrs Wohnhaus an der Südwestecke des Rings – Schutzmantelmadonna

- Glatz, Pfarr- und Dekanatskirche Mariä Himmelfahrt (=ehemalige Johanniter- und Jesuitenkirche): Altar Mariä Himmelfahrt; Orgelprospekt mit Skulpturenschmuck; vier Beichtstühle, mit den auf ihnen stehenden Engeln und Heiligen; zwei Engel zu Seiten der „Madonna mit dem Spatz“; Erzengel Michael. Die mit reicher Symbolik gestaltete Kanzel schuf Klahr im Alter von 24 Jahren.
- Bad Landeck, Pfarrkirche Maria Geburt: Kreuzigungsgruppe, Pfarrhaus: Figur des „Auferstandenen Christus“; Friedhof: Figur der „Mater dolorosa“; Ring: Dreifaltigkeitssäule; Klahrs Wohnhaus an der Südwestecke des Rings: Schutzmantelmadonna
- Ebersdorf, Pfarrhaus: Figur des Christus König
- Habelschwerdt, Florianskapelle: Hochaltar; Marienaltar; Figuren der Heiligen Johannes der Täufer und Johannes Nepomuk
- Konradswalde, Pfarrkirche Hl. Kreuz: Figurengruppe der Hll. Barbara und Apollonia
- Neundorf, Kirche Mariä Himmelfahrt: zwei Beichtstühle
- Rengersdorf, Pfarrkirche St. Jakobus: Hauptaltar (1794) sowie Seitenaltäre Hl. Dreifaltigkeit (1735) und St. Laurentius (1735)
- Rückers, Pfarrkirche St. Johannes der Täufer: Seitenaltäre Erzengel-Michael und Hl. Josef
- Schönfeld, Pfarrkirche St. Martin: Johannes-Nepomuk-Altar, Maria-Immaculata-Altar und Kanzel (Klahrs Hochaltar wurde 1900 durch Feuer zerstört). An den Außenmauern Figuren der Hll. Nepomuk und Martin.
- Wilhelmstal, Pfarrkirche St. Joseph: Seitenaltar des hl. Johannes von Nepomuk, Skulpturen der Heiligen Joseph, Barbara und Katharina
- Winkeldorf, Kirche St. Katharina: Figurengruppe der vier Evangelisten
- Wölfelsdorf, Pfarrkirche St. Georg: Hochaltar mit den eindrucksvollen Figuren Adam und Eva und den Hll. Gregor und Melchisedech; Kanzel mit den vier Evangelisten und dem Baldachin, mit einer Weltkugel, auf der der segnende Christus steht. Auf dem Strahlenkranz, von Engeln umgeben, Gottvater. Klahrs Werke in dieser Kirche gehören zu seinen besten Schöpfungen.
- Nationalmuseum Breslau: Heilige Familie und eine Figur der hl. Agathe
- Museum des Glatzer Landes (Museum Ziemi Kłodzkiej): drei Putti